# دانشگاه براون

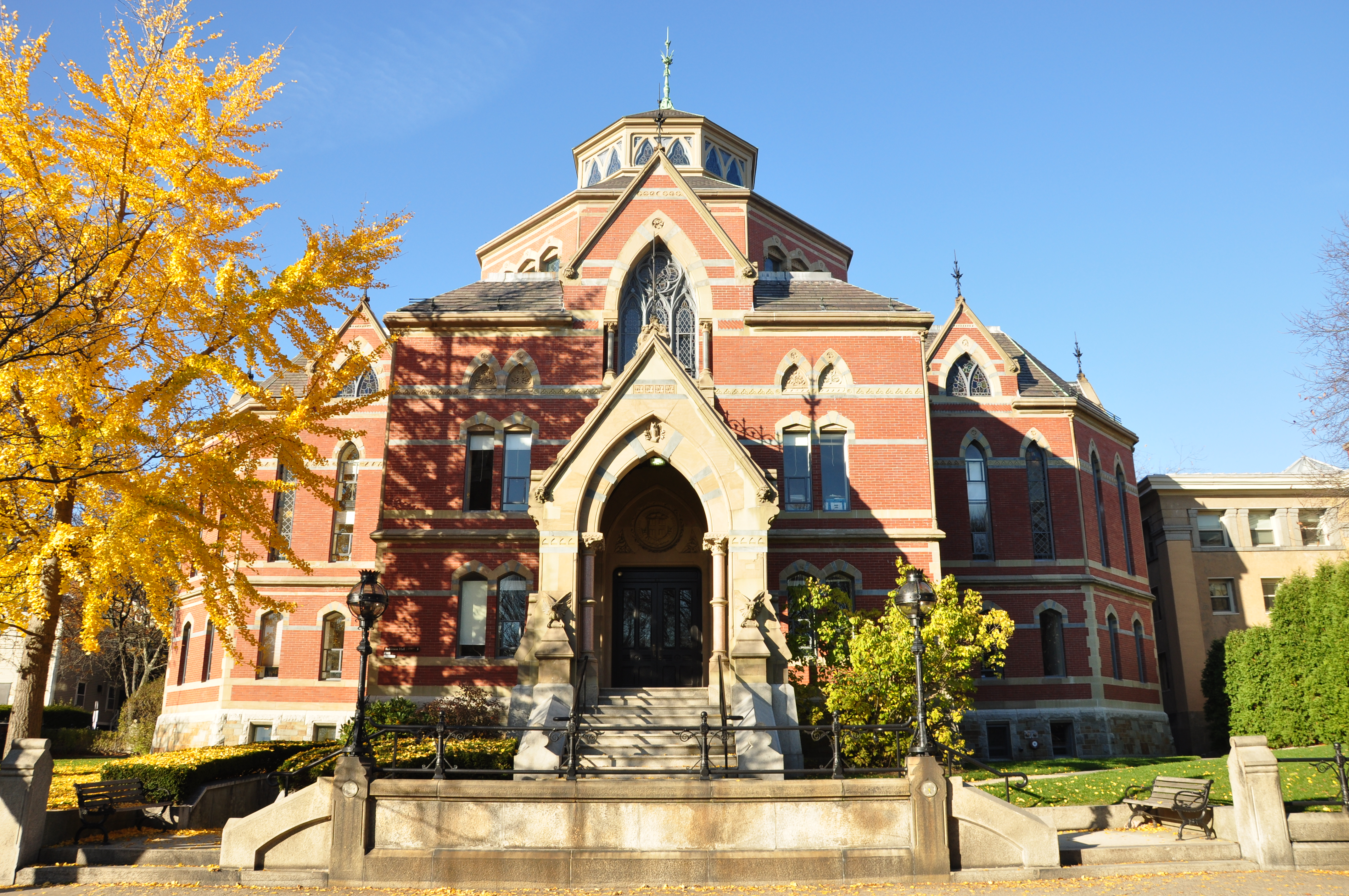

دانشگاه براون (به انگلیسی: Brown University) یک دانشگاه تحقیقاتی خصوصی در شهر پراویدنس واقع در ایالت رود آیلند آمریکا است که در سال ۱۷۶۴ میلادی تأسیس شده‌ است. این دانشگاه یکی از هفت دانشگاه آیوی لیگ می‌باشد و اولین کالج در ایالات متحده بود که در منشور خود تدوین کرد پذیرش دانشجویان بدون توجه به وابستگی مذهبی آن‌ها انجام پذیرد.
تا اوت ۲۰۱۸ استادان، محققان و فارغ‌التحصیلان این دانشگاه موفق به کسب ۸ جایزه نوبل شده‌اند. علاوه‌بر این، اعضای هیئت علمی و فارغ التحصیلان دانشگاه براون موفق به کسب پنج مدال ملی در علوم انسانی و ده مدال ملی در علوم شده‌اند.

## رتبه‌بندی
رتبه‌بندی سالانه مجله فوربز «بهترین کالج‌های ۲۰۱۹ آمریکا» که ۶۵۰ دانشگاه تحقیقاتی، کالج‌های هنرهای لیبرال و آکادمی‌های خدماتی را رتبه‌بندی کرده، براون را هفتمین دانشگاه برتر آمریکا می‌داند. در سال ۲۰۲۰, وب سایت U.S. News دانشگاه براون را در رده چهاردهم در ایالات متحده آمریکا قرارداد. وب سایت Top Universities دانشگاه براون را در جایگاه پنجاه و هفتم در سطح جهانی رده‌بندی می‌کند. رتبه‌بندی دانشگاه‌های جهان QS در سال ۲۰۲۰ دانشگاه براون را در رده ۵۷ دنیا و ۲۱ آمریکا قرار داده‌است. همچنین مؤسسه تایمز نیز این دانشگاه را در رده ۵۳ دنیا در سال ۲۰۲۰ رتبه‌بندی کرده‌است.

## دانشکده‌ها
دانشکده‌های دانشگاه براون شامل:
- زیست‌شناسی و پزشکی
- سلامت عمومی
- علوم انسانی
- علوم اجتماعی
- علوم زندگی

## فارغ التحصیلان سرشناس
از ایرانیانی که در این دانشگاه درس خوانده اند می شود لیلا پهلوی را نام برد. فارغ التحصیلان عرصه سیاست شامل افراد زیرمی باشد:
وزیر امور خارجه ایالات متحده جان هی (۱۸۵۲)، وزیر امور خارجه ایالات متحده و دادستان کل ریچارد اولنی (۱۸۵۶)، قاضی ارشد و وزیر امور خارجه ایالات متحده چارلز ایوانز هاجز(۱۸۸۱)، سناتور مگی حسن (فارغ‌التحصیل سال ۱۹۸۰) از ایالت نیوهمپشایر، فرماندار جک مارکل (۱۹۸۲) از دلاور، نماینده رود آیلند دیوید سیسیلین (۱۹۸۳)، نماینده مینسوتا دین فیلیپس (۱۹۹۱)، اندرو یانگ نامزد ریاست جمهوری سال ۲۰۲۰, کارآفرین و میلیونر آمریکایی و کنوانسیون ملی حزب دموکرات تام پرز (۱۹۸۳).
فارغ التحصیلان برجسته در تجارت و امور مالی شامل افراد زیر می‌باشد:
جان دیویسون راکفلر جونیور میلیاردر و نیکوکار آمریکایی (فارغ‌التحصیل ۱۸۹۷)، رئیس صندوق ذخیره فدرال ژانت یلن (۱۹۶۷)، رئیس بانک جهانی جیم یونگ کیم (۱۹۸۲)، مدیرعامل بانک آمریکا برایان مونیان (۱۹۸۱)، بنیانگذار شبکه خبری CNN تاد ترنر (۱۹۶۰)، رئیس و مدیر عامل شرکت IBM توماس واتسون جونیور (۱۹۳۷)، مدیر عامل شرکت اپل جان اسکولی (۱۹۶۱)، مدیرعامل شرکت اوبردارا خسروشاهی (۱۹۹۱)، وفرزند رئیس جمهور سابق جان اف کندی جونیور (۱۹۸۳).